# Ниний Хастиан
Ниний Хастиан (на латински: Ninnius Hastianus) е политик и сенатор на Римската империя през 2 век.
Вероятно е роднина на Квинт Ниний Хаста (консул 114 г.).
През 160 г. той е суфектконсул заедно с Тиберий Оклаций Север.